# 今村洋子
今村 洋子（いまむら ようこ、1935年3月16日 - ）は、日本の漫画家。現東京都千代田区（当時は東京市）出身。東京都練馬区在住。日本の女性少女漫画家の草分け的存在。
子供の日常生活をほのぼのとして快活なタッチで描き、1950年代後半から1970年代中半にかけて多くの作品を発表していた。
父親は貸本漫画家の今村つとむ。弟も同じく漫画家の今村ゆたか。  

## 来歴
10代の頃から貸本漫画家である父、今村つとむのアシスタントをしており、1952年、単行本『子豚のラッパ』でデビュー。
昭和34年、『少女』誌上に『チャコちゃんの日記』を連載し一躍人気漫画家となる。その後、ハッスルゆうちゃんなど多くの作品を発表し、人気を不動のものとした。特に小学館の学年誌には数多くの作品を連載していた。
1977年、『小学一年生』に連載していた『ぺちゃこちゃん』を最後にしばらく活動を休止。最近は『LACの会』という学習漫画を描いている漫画家たちの集まりに参加し、サイン会や展示会等にもたびたび参加している。

## 主な作品リスト
- クラスおてんば日記（1957年 - ）『少女』
- チャコちゃんの日記（1959年 - ）『少女』『りぼん』『小学四年生』
- いただきまあちゃん（1963年 - ）『小学一年生』『小学二年生』『小学三年生』
- ヨッチン（1963年 - ）　『小学五年生』『小学六年生』
- ハッスルゆうちゃん（1964年 - ）『マーガレット』
- エンゼルの口笛（1964年 - ）　『小学五年生』
- ごきげんミコちゃん（1964年 - ）『マーガレット』
- こんにちはモコちゃん（1964年 - ）『小学一年生』『小学二年生』『小学三年生』
- ようこちゃんちょっと（1965年 - ）『小学一年生』『小学二年生』
- すずめちゃん（1966年 - ）『小学一年生』『小学二年生』
- 江戸っ子ハッちゃん（1966年 - ）『少女フレンド』
- アコはうでまくり（1967年 - ）『少女フレンド』
- うちのチイママちゃん（1967年 - ）『少女フレンド』
- はりきりまりちゃん（1967年 - ）『小学一年生』
- レモンとうめぼし（1968年 - ）『少女フレンド』
- おっきいポッケのおねえさん（1968年 - ）『小学一年生』『小学二年生』
- のんびりじょうのちょこまかひめ（1968年 - ）『小学一年生』
- 新チャコちゃんの日記（1968年 - ）『小学四年生』
- ぺちゃこちゃん（1968年 - ）『小学一年生』
- ごきげんカッちゃん（1968年 - ）『中三時代』
- どん！とこいドンちゃん（1969年 - ）『中三時代』
- ハーイまりちゃん（1974年 - ）『3年の学習』
- ふみちゃんのだいしっぱい（1991年）　童心社　紙芝居

## 今までに出版された主な書籍
- クラスおてんば日記（全2巻）きんらん社
- チャコちゃんの日記（全5巻）朝日ソノラマサンコミックス
- チャコちゃんの日記（全3巻）二見書房サラ文庫
- チャコちゃんの日記（全3巻）アース出版母と娘で見る漫画名作館シリーズ
- 新チャコちゃんの日記（全1巻）朝日ソノラマサンコミックス
- ハッスルゆうちゃん（全9巻）若木書房ジュニアコミックス
- ハッスルゆうちゃん（全7巻）若木書房ティーンコミックスデラックス
- ハッスルゆうちゃん（全2巻）集英社漫画文庫
- ぺちゃこちゃん（全4巻）若木書房今村洋子シリーズ
- うちのチイママちゃん（全2巻）若木書房ティーンコミックス
- うちのチイママちゃん（全2巻）若木書房今村洋子シリーズ
- 江戸っ子ハッちゃん（全1巻）若木書房ジュニアコミックス
- レモンとうめぼし（全1巻）若木書房ティーンコミックス
- 食べ物はじまり事典(学研まんが 事典シリーズ)  - 1992年、Gakken、（共著）内山安二/山田えいし/今村洋子/小田悦望/つがる団平、ISBN 9784051034061[1]

- 『少女マンガはどこからきたの？ 「少女マンガを語る会」全記録』全349頁（本編335頁＋索引など14頁），2023年5月30日第1刷発行，青土社，語る会メンバー12名：水野英子(発起人)/上田トシコ/むれあきこ/わたなべまさこ/巴里夫/高橋真琴/今村洋子/ちばてつや/牧美也子/望月あきら/花村えい子/北島洋子【※発起人水野以外はデビュー順[2]】ISBN 978-4791775538